# Belayneh Dinsamo
Belayneh Dinsamo (በላይነህ ዴንሳሞ; Diramo Afarrara, 28 giugno 1965) è un ex maratoneta etiope, che dal 1988 al 1998 ha detenuto con 2h06'50" il record mondiale di specialità, ottenuto vincendo la maratona di Rotterdam.

## Biografia
In carriera ha vinto:
- Maratona di Mosca 1986
- Maratona di Rotterdam 1987
- Giochi panafricani 1987
- Maratona di Rotterdam 1989
- Maratona di Fukuoka 1990
- Maratona di Rotterdam 1996

Ha partecipato ai Giochi olimpici di Atlanta 1996, dove si è ritirato senza concludere la gara.

## Altre competizioni internazionali
1985
- 13º alla Maratona di Addis Abeba ( Addis Abeba) - 2h28'26"

1986
- Argento alla Maratona di Tokyo ( Tokyo) - 2h08'29"
- Argento alla Maratona di Rotterdam ( Rotterdam) - 2h09'09"
- Oro alla maratona dei Goodwill Games ( Mosca) - 2h14'42"

1987
- 5º alla Maratona di Fukuoka ( Fukuoka) - 2h11'59"
- Oro alla Maratona di Rotterdam ( Rotterdam) - 2h12'58"

1988
- Oro alla Maratona di Rotterdam ( Rotterdam) - 2h06'50"
- Argento alla Maratona di Fukuoka ( Fukuoka) - 2h11'09"
- Argento alla Mount Meru Marathon ( Arusha) - 2h12'23"

1989
- 9º alla Maratona di New York ( New York) - 2h13'42"
- Oro alla Maratona di Rotterdam ( Rotterdam) - 2h08'40"

1990
- Bronzo alla Maratona di Tokyo ( Tokyo) - 2h11'32"
- Oro alla Maratona di Fukuoka ( Fukuoka) - 2h11'35"

1991
- 5º alla Maratona di Rotterdam ( Rotterdam) - 2h11'34"

1993
- Bronzo alla Maratona di Pechino ( Pechino) - 2h12'11"

1994
- 12º alla Maratona di Torino ( Torino) - 2h15'05"

1995
- 7º alla Chunchon Marathon ( Chunchon) - 2h14'39"
- 23º alla Alphen aan den Rijn 20 km ( Alphen aan den Rijn) - 1h02'45"

1996
- Oro alla Maratona di Rotterdam ( Rotterdam) - 2h10'30"
- 11º alla Maratona di Fukuoka ( Fukuoka) - 2h13'25"
- Bronzo alla Maratona di Marrakech ( Marrakech) - 2h12'27"

1999
- 11º alla Grandma's Marathon ( Duluth) - 2h18'48"

2001
- Argento alla Woburn Irish-American Club ( Woburn), 5 miglia - 25'30"